# Automolis forsteri
Automolis forsteri är en fjärilsart som beskrevs av Sergius G. Kiriakoff 1955. Automolis forsteri ingår i släktet Automolis och familjen björnspinnare. Inga underarter finns listade i Catalogue of Life.